# 16e étape du Tour de France 1997
Pour un article plus général, voir Tour de France 1997.
La seizième étape du Tour de France 1997 s'est déroulée le 22 juillet 1997 entre Morzine et Fribourg sur un parcours de 181 km. Cette étape est remportée par le Français Christophe Mengin.

## Classement de l'étape
| \| Classement de l'étape \| Classement de l'étape \| Classement de l'étape \| Classement de l'étape \| Classement de l'étape \| \| Coureur \| Coureur \| Pays \| Équipe \| Temps \| \| --------------------- \| --------------------- \| --------------------- \| --------------------- \| --------------------- \| \| 1er \| Christophe Mengin \| France \| La Française des jeux \| 4 h 30 min 11 s \| \| 2e \| Frank Vandenbroucke \| Belgique \| Mapei-GB \| + 0 s \| \| 3e \| Richard Virenque \| France \| Festina-Lotus \| + 0 s \| \| 4e \| Gianluca Pierobon \| Italie \| Batik-Del Monte \| + 0 s \| \| 5e \| Laurent Dufaux \| Suisse \| Festina-Lotus \| + 0 s \| \| 6e \| Francesco Casagrande \| Italie \| Saeco-Estro \| + 0 s \| \| 7e \| Abraham Olano \| Espagne \| Banesto \| + 0 s \| \| 8e \| Udo Bölts \| Allemagne \| Deutsche Telekom \| + 0 s \| \| 9e \| Marco Pantani \| Italie \| Mercatone Uno \| + 0 s \| \| 10e \| Orlando Rodrigues \| Portugal \| Banesto \| + 0 s \| |                      |           |                       |                 |
| |                      |           |                       |                 |
| |                      |           |                       |                 |
| Classement de l'étape |                      |           |                       |                 |
| Coureur | Coureur              | Pays      | Équipe                | Temps           |
| 1er | Christophe Mengin    | France    | La Française des jeux | 4 h 30 min 11 s |
| 2e | Frank Vandenbroucke  | Belgique  | Mapei-GB              | + 0 s           |
| 3e | Richard Virenque     | France    | Festina-Lotus         | + 0 s           |
| 4e | Gianluca Pierobon    | Italie    | Batik-Del Monte       | + 0 s           |
| 5e | Laurent Dufaux       | Suisse    | Festina-Lotus         | + 0 s           |
| 6e | Francesco Casagrande | Italie    | Saeco-Estro           | + 0 s           |
| 7e | Abraham Olano        | Espagne   | Banesto               | + 0 s           |
| 8e | Udo Bölts            | Allemagne | Deutsche Telekom      | + 0 s           |
| 9e | Marco Pantani        | Italie    | Mercatone Uno         | + 0 s           |
| 10e | Orlando Rodrigues    | Portugal  | Banesto               | + 0 s           |

## Classement général
À la suite de cette étape de transition, le grand perdant du jour est le Danois Bjarne Riis (Deutsche Telekom) qui perd plus de six minutes sur les autres leaders et dégringole à la septième place du classement, laissant devant lui les Espagnols Fernando Escartín (Kelme-Costa Blanc-Eurosport) et Abraham Olano (Banesto) et l'Italien Francesco Casagrande (Saeco-Estro). En tête, l'Allemand Jan Ullrich (Deutsche Telekom) conserve son maillot jaune de leader devant le Français Richard Virenque (Festina-Lotus) avec toujours un peu plus de six minutes d'avance et un peu plus de dix minutes sur Marco Pantani (Mercatone Uno) troisième.
| \| Classement général \| Classement général \| Classement général \| Classement général \| Classement général \| \| Coureur \| Coureur \| Pays \| Équipe \| Temps \| \| ------------------ \| -------------------- \| ------------------ \| ---------------------------- \| ------------------ \| \| 1er \| Jan Ullrich \| Allemagne \| Deutsche Telekom \| 81 h 29 min 10 s \| \| 2e \| Richard Virenque \| France \| Festina-Lotus \| + 6 min 22 s \| \| 3e \| Marco Pantani \| Italie \| Mercatone Uno \| + 10 min 13 s \| \| 4e \| Fernando Escartín \| Espagne \| Kelme-Costa Blanca-Eurosport \| + 16 min 05 s \| \| 5e \| Abraham Olano \| Espagne \| Banesto \| + 16 min 40 s \| \| 6e \| Francesco Casagrande \| Italie \| Saeco-Estro \| + 17 min 14 s \| \| 7e \| Bjarne Riis \| Danemark \| Deutsche Telekom \| + 18 min 07 s \| \| 8e \| José María Jiménez \| Espagne \| Banesto \| + 23 min 42 s \| \| 9e \| Roberto Conti \| Italie \| Mercatone Uno \| + 28 min 20 s \| \| 10e \| Laurent Dufaux \| Suisse \| Festina-Lotus \| + 29 min 46 s \| |                      |           |                              |                  |
| |                      |           |                              |                  |
| |                      |           |                              |                  |
| Classement général |                      |           |                              |                  |
| Coureur | Coureur              | Pays      | Équipe                       | Temps            |
| 1er | Jan Ullrich          | Allemagne | Deutsche Telekom             | 81 h 29 min 10 s |
| 2e | Richard Virenque     | France    | Festina-Lotus                | + 6 min 22 s     |
| 3e | Marco Pantani        | Italie    | Mercatone Uno                | + 10 min 13 s    |
| 4e | Fernando Escartín    | Espagne   | Kelme-Costa Blanca-Eurosport | + 16 min 05 s    |
| 5e | Abraham Olano        | Espagne   | Banesto                      | + 16 min 40 s    |
| 6e | Francesco Casagrande | Italie    | Saeco-Estro                  | + 17 min 14 s    |
| 7e | Bjarne Riis          | Danemark  | Deutsche Telekom             | + 18 min 07 s    |
| 8e | José María Jiménez   | Espagne   | Banesto                      | + 23 min 42 s    |
| 9e | Roberto Conti        | Italie    | Mercatone Uno                | + 28 min 20 s    |
| 10e | Laurent Dufaux       | Suisse    | Festina-Lotus                | + 29 min 46 s    |

## Classements annexes
| Classement par points | Classement par points | Classement par points | Classement par points | Classement par points |
| Coureur               | Coureur               | Pays                  | Équipe                | Points                |
| --------------------- | --------------------- | --------------------- | --------------------- | --------------------- |
| 1er                   | Erik Zabel            | Allemagne             | Deutsche Telekom      | 288 pts               |
| 2e                    | Frédéric Moncassin    | France                | Gan                   | 195 pts               |
| 3e                    | Jeroen Blijlevens     | Pays-Bas              | TVM-Farm Frites       | 168 pts               |
| 4e                    | Richard Virenque      | France                | Festina-Lotus         | 149 pts               |
| 5e                    | Jan Ullrich           | Allemagne             | Deutsche Telekom      | 142 pts               |

| Classement par points | Classement par points | Classement par points | Classement par points | Classement par points |
| Coureur               | Coureur               | Pays                  | Équipe                | Points                |
| --------------------- | --------------------- | --------------------- | --------------------- | --------------------- |
| 1er                   | Erik Zabel            | Allemagne             | Deutsche Telekom      | 288 pts               |
| 2e                    | Frédéric Moncassin    | France                | Gan                   | 195 pts               |
| 3e                    | Jeroen Blijlevens     | Pays-Bas              | TVM-Farm Frites       | 168 pts               |
| 4e                    | Richard Virenque      | France                | Festina-Lotus         | 149 pts               |
| 5e                    | Jan Ullrich           | Allemagne             | Deutsche Telekom      | 142 pts               |

| Classement de la montagne | Classement de la montagne | Classement de la montagne | Classement de la montagne | Classement de la montagne |
| Coureur                   | Coureur                   | Pays                      | Équipe                    | Points                    |
| ------------------------- | ------------------------- | ------------------------- | ------------------------- | ------------------------- |
| 1er                       | Richard Virenque          | France                    | Festina-Lotus             | 527 pts                   |
| 2e                        | Jan Ullrich               | Allemagne                 | Deutsche Telekom          | 324 pts                   |
| 3e                        | Francesco Casagrande      | Italie                    | Saeco-Estro               | 259 pts                   |
| 4e                        | Marco Pantani             | Italie                    | Mercatone Uno             | 250 pts                   |
| 5e                        | Laurent Brochard          | France                    | Festina-Lotus             | 238 pts                   |

| Classement de la montagne | Classement de la montagne | Classement de la montagne | Classement de la montagne | Classement de la montagne |
| Coureur                   | Coureur                   | Pays                      | Équipe                    | Points                    |
| ------------------------- | ------------------------- | ------------------------- | ------------------------- | ------------------------- |
| 1er                       | Richard Virenque          | France                    | Festina-Lotus             | 527 pts                   |
| 2e                        | Jan Ullrich               | Allemagne                 | Deutsche Telekom          | 324 pts                   |
| 3e                        | Francesco Casagrande      | Italie                    | Saeco-Estro               | 259 pts                   |
| 4e                        | Marco Pantani             | Italie                    | Mercatone Uno             | 250 pts                   |
| 5e                        | Laurent Brochard          | France                    | Festina-Lotus             | 238 pts                   |

| Classement du meilleur jeune | Classement du meilleur jeune | Classement du meilleur jeune | Classement du meilleur jeune | Classement du meilleur jeune |
| Coureur                      | Coureur                      | Pays                         | Équipe                       | Temps                        |
| ---------------------------- | ---------------------------- | ---------------------------- | ---------------------------- | ---------------------------- |
| 1er                          | Jan Ullrich                  | Allemagne                    | Deutsche Telekom             | 81 h 29 min 10 s             |
| 2e                           | Peter Luttenberger           | Autriche                     | Rabobank                     | + 38 min 16 s                |
| 3e                           | Michael Boogerd              | Pays-Bas                     | Rabobank                     | + 55 min 11 s                |
| 4e                           | Daniele Nardello             | Italie                       | Mapei-GB                     | + 56 min 39 s                |
| 5e                           | Laurent Roux                 | France                       | TVM-Farm Frites              | + 1 h 14 min 02 s            |

| Classement du meilleur jeune | Classement du meilleur jeune | Classement du meilleur jeune | Classement du meilleur jeune | Classement du meilleur jeune |
| Coureur                      | Coureur                      | Pays                         | Équipe                       | Temps                        |
| ---------------------------- | ---------------------------- | ---------------------------- | ---------------------------- | ---------------------------- |
| 1er                          | Jan Ullrich                  | Allemagne                    | Deutsche Telekom             | 81 h 29 min 10 s             |
| 2e                           | Peter Luttenberger           | Autriche                     | Rabobank                     | + 38 min 16 s                |
| 3e                           | Michael Boogerd              | Pays-Bas                     | Rabobank                     | + 55 min 11 s                |
| 4e                           | Daniele Nardello             | Italie                       | Mapei-GB                     | + 56 min 39 s                |
| 5e                           | Laurent Roux                 | France                       | TVM-Farm Frites              | + 1 h 14 min 02 s            |

| Classement par équipes | Classement par équipes       | Classement par équipes | Classement par équipes |
| Équipe                 | Équipe                       | Pays                   | Temps                  |
| ---------------------- | ---------------------------- | ---------------------- | ---------------------- |
| 1re                    | Deutsche Telekom             | Allemagne              | 245 h 16 min 18 s      |
| 2e                     | Mercatone Uno                | Italie                 | + 12 min 21 s          |
| 3e                     | Festina-Lotus                | France                 | + 34 min 12 s          |
| 4e                     | Banesto                      | Espagne                | + 38 min 52 s          |
| 5e                     | Kelme-Costa Blanca-Eurosport | Espagne                | + 1 h 52 min 47 s      |

| Classement par équipes | Classement par équipes       | Classement par équipes | Classement par équipes |
| Équipe                 | Équipe                       | Pays                   | Temps                  |
| ---------------------- | ---------------------------- | ---------------------- | ---------------------- |
| 1re                    | Deutsche Telekom             | Allemagne              | 245 h 16 min 18 s      |
| 2e                     | Mercatone Uno                | Italie                 | + 12 min 21 s          |
| 3e                     | Festina-Lotus                | France                 | + 34 min 12 s          |
| 4e                     | Banesto                      | Espagne                | + 38 min 52 s          |
| 5e                     | Kelme-Costa Blanca-Eurosport | Espagne                | + 1 h 52 min 47 s      |